# Georg von Bismarck
Georg von Biskarck (Neumühl, 15 febbraio 1891 – El Alamein, 31 agosto 1942) è stato un generale tedesco della Wehrmacht durante la seconda guerra mondiale.

## Biografia
Figlio di Klaus von Bismarck (1851–1923) e di Wally Witte (1859–1951), Georg nacque a Neumühl, sobborgo della città di Kustrin, oggi in Polonia.
Terminati gli studi, Georg von Bismarck entrò nel 1910 nell'esercito imperiale tedesco venendo inquadrato in un battaglione di cacciatori della Slesia. Venne promosso aspirante ufficiale il 20 aprile 1911.
Durante la prima guerra mondiale venne impiegato sul fronte occidentale dal luglio del 1916 e poi venne spostato sul fronte dei Carpazi, poi sulla linea dell'Isonzo e nuovamente a quello occidentale nel 1917. Il 27 gennaio 1917 venne promosso tenente.
Dopo la guerra, Bismarck continuò la sua carriera militare nel Reichswehr. Venne nominato capitano il 1º maggio 1924 e maggiore il 1 gennaio 1934. Il 10 novembre 1938 ottenne il comando del 7º reggimento di cavalleria di stanza a Gera, in Turingia, dove venne promosso colonnello dal 1º febbraio 1939.
Durante la seconda guerra mondiale, Bismarck prese parte col suo reggimento alla campagna di Polonia dal settembre del 1939, spostandosi poi in Belgio ed in Francia. Nel 1941 ottenne ad interim il comando della 20. Panzer Division sul fronte orientale e, nel gennaio del 1942, passò in Libia, al seguito dell'Afrikakorps. Il 1º aprile 1942 venne promosso al grado di maggiore generale e prese la guida della 21. Panzer Division. Venne ucciso ad El Alamein il 31 agosto 1942 durante un attacco aereo britannico e venne promosso postumo al grado di tenente generale il 16 novembre 1942 con effetto retroattivo al 1º agosto di quello stesso anno.
Suo figlio è Wolf-Rüdiger von Bismarck, ex politico dello Schleswig-Holstein.